# Александар Митреський
Алекса́ндар Митре́ський (мак. Алескандар Митрески, нар. 5 серпня 1980, Охрид) — македонський футболіст, захисник.

## Клубна кар'єра
Народився 5 серпня 1980 року в місті Охрид, нині Північна Македонія. У дитячому віці разом з батьками переїхав до Швейцарії. Вихованець футбольної школи «Янг Бойза».
Дорослу футбольну кар'єру розпочав 1999 року в основній команді того ж клубу, в якій провів три сезони, взявши участь у 86 матчах чемпіонату.
Своєю грою за цю команду привернув увагу представників тренерського штабу клубу «Грассгоппер», до складу якого приєднався 2002 року. Відіграв за команду з Цюриха наступні чотири сезони своєї ігрової кар'єри. Більшість часу, проведеного у складі «Грассгоппера», був основним гравцем захисту команди і у наступному сезоні став чемпіоном країни.
Влітку 2006 року уклав контракт з німецьким «Кельном», що виступав у другій бундеслізі, у складі якого провів наступні два роки своєї кар'єри гравця. Граючи у складі «Кельна» також здебільшого виходив на поле в основному складі команди і у сезоні 2007/08 допоміг команді повернутись до еліти, після чого перейшов у «Нюрнберг», який за підсумками того ж сезону покинув Бундеслігу. Проте в складі «Нюрнберга» заграти не зміг і, провівши один рік, покинув команду.
Протягом 2009–2010 років грав у складі «Сьйона».
18 грудня 2010 року перейшов в «Аарау», за яке до кінця сезону встиг відіграти 14 матчів в національному чемпіонаті, після чого на правах вільного агента покинув клуб.

## Виступи за збірну
2002 року дебютував в офіційних матчах у складі національної збірної Македонії. Всього до 2007 року провів у формі головної команди країни 34 матчі.

## Досягнення
- Чемпіон Швейцарії:

«Грассгоппер»: 2003